# Manuel Tuñón de Lara
Manuel Tuñón de Lara (ur. 8 września 1915 w Madrycie, zm. 25 stycznia 1997 w Lejonie (Vizcaya)) – hiszpański historyk.

## Życiorys
W 1932 roku wstąpił do Komunistycznego Związku Młodzieży, w 1937 roku został dyrektorem szkoły kadr Młodzieży Socjalistycznej Unified. Pod koniec wojny domowej w Hiszpanii był internowany w obozie koncentracyjnym.
W 1946 roku uciekł do Paryża, aby uniknąć prześladowań w związku z jego członkostwem w Unii Wolnych Intelektualistów. W Paryżu ukończył studia z historii. Jest autorem licznych artykułów, które ukazywały się w różnych publikacjach komunistycznych na całym świecie.
W 1964 został profesorem i szefem instytutu historii i literatury hiszpańskiej na Uniwersytecie w Pau.
Po śmierci Francisco Franco, Tuñón de Lara wrócił do Hiszpanii i kontynuował pracę jako profesor Uniwersytetu Balearów i Uniwersytetu Kraju Basków.

## Publikacje
- Espagne (1955)
- From Incas to Indios (1956)
- El movimiento obrero en la historia de España (1962)
- Variaciones del nivel de vida en España (1965)
- Introducción a la historia del movimiento obrero (1965)
- La España del siglo XX (1965)
- Antonio Machado, poeta del pueblo (1967)
- Medio siglo de cultura española (1970)
- Estudios sobre el siglo XIX español (1971)
- Metodología de la Historia social de España (1973)
- La España del siglo XIX (1974)
- La Segunda República (1976)
- Luchas obreras y campesinas en la Andalucía del siglo XX : Jaén (1917-1920) : Sevilla (1930-1932) (1978)
- España bajo la dictadura franquista (1980)
- Tres claves para la Segunda República (1985)
- Historia de España (editor) (1988)
- Comunicación y cultura durante la II República y la Guerra Civil (1990)